# Minhou
Mĭnhòu Xiàn o condado de Mĭnhòu es una localidad de la ciudad-prefectura de Fuzhou en la provincia de Fujian, República Popular China, con una población censada en noviembre de 2010 de 662 118 habitantes.
Se encuentra situada en el este de la provincia, cerca del río Min y de la costa del mar de la China Meridional.